# Tanju Kirjakov
Tanju Hristov Kirjakov (in bulgaro Таню Христов Киряков?; Ruse, 2 marzo 1963) è un ex tiratore a segno bulgaro.
È il primo tiratore ad aver vinto la medaglia d'oro olimpica sia nella pistola 50 metri sia nella pistola ad aria compressa 10 metri, di cui è stato anche il primo campione olimpico. È considerato uno dei migliori tiratori di tutti i tempi per versatilità ed eccellenza costante ai massimi livelli internazionali.
Ha vinto anche, oltre le due medaglie d'oro citate, anche una medaglia di bronzo olimpica. Ha partecipato a sei edizioni consecutive delle Olimpiadi, da Seul 1988 a Pechino 2008.

## Palmarès olimpico
Seul 1988: medaglia d'oro nella pistola aria compressa 10 metri;
Atlanta 1996: medaglia di bronzo nella pistola aria compressa 10 metri;
Sydney 2000: medaglia d'oro nella pistola libera 50 metri.